# Дая (Джурджу)
Дая (рум. Daia) — село у повіті Джурджу в Румунії. Входить до складу комуни Дая.
Село розташоване на відстані 50 км на південь від Бухареста, 9 км на північ від Джурджу.

## Населення
За даними перепису населення 2002 року у селі проживали 1183 особи, усі — румуни. Усі жителі села рідною мовою назвали румунську.